# Listriella smithi
Listriella smithi är en kräftdjursart som först beskrevs av Lazo-Wasem 1985.  Listriella smithi ingår i släktet Listriella och familjen Liljeborgiidae. Inga underarter finns listade i Catalogue of Life.